# École royale de cavalerie de Témara
L′École royale de cavalerie de Témara est une école de formation aux métiers de l'équitation, située à Témara, au Maroc. Elle propose des formations en deux ans, octroyant un niveau de technicien.

## Histoire
Il existait au préalable un fort avec des équipements équestres et une kasbah, daté du XVIe siècle, et utilisé par l'escadron de cavalerie des forces armées royales. L'école actuelle est construite sur demande de l'Administration de la défense nationale et du Ministère de l'agriculture marocains, la réalisation étant confiée à l'architecte Sâd Benkirane, pour un coût total de 50 000 000 de dirhams. Portant sur les aménagements intérieurs et extérieurs, elle est terminée en 1986. Entre 1984 et 1993, le champ de courses, l'aire d'entrainement et la carrière de saut d'obstacles avec tribunes sont aménagés.
En décembre 2016, des cavaliers de l'École royale de cavalerie de Témara remportent pour la première fois la finale de la 4e édition de la Coupe du Trône de saut d'obstacles,, organisée pour la 29e semaine du cheval de Rabat. L'École reçoit en septembre 2018 le prince héritier Moulay El Hassan, pour présider la cérémonie de remise du Grand Prix de Sa Majesté le Roi Mohammed VI au Concours officiel de saut d’obstacles,.

## Description
Le site fait 70 hectares, et se trouve dans le centre-ville de Témara,. La kasbah est une fortification alaouite, entourée d'un grand mur de 6,5 mètres, doté de 9 tours et de 3 portes. Un champ de courses extérieur est tracé dans une pinède. L'ensemble abrite aussi un haras de Pur-sang arabe, une écurie de 300 chevaux, deux salles de cours et une piste cavalière.

## Missions
L'école reçoit des cavaliers tant militaires que civils, qu'ils soient Marocains ou d'une autre nationalité. Elle offre une formation aux métiers équestres. Cette formation initiale, accessible au niveau bac avec un concours, dure deux ans, et offre un niveau de technicien. L'école organise aussi un concours officiel de saut d'obstacles.

## Fonctionnement
L'École royale de cavalerie de Témara est un établissement public, géré conjointement par l'Administration de la défense nationale et le Ministère de l'agriculture. 